# Élections sénatoriales de 2014 dans le Bas-Rhin
Les élections sénatoriales de 2014 dans le Bas-Rhin ont lieu le dimanche 28 septembre 2014. Elles ont pour but d'élire les cinq sénateurs représentant le département au Sénat pour un mandat de six années.

## Contexte départemental
Après l'annulation par le Conseil constitutionnel des élections sénatoriales du 26 septembre 2004, de nouvelles élections se sont tenues le 20 février 2005.
Lors de ces élections, cinq sénateurs ont été élus au scrutin proportionnel, quatre pour l'UMP (Philippe Richert, Fabienne Keller, Francis Grignon et Esther Sittler) et un pour le PS (Roland Ries).
Le 14 décembre 2010, Philippe Richert, alors nouveau ministre des Collectivités territoriales et président du Conseil régional d'Alsace, démissionne de son mandat de sénateur et est remplacé par André Reichardt.
Depuis 2005, le collège électoral, constitué des grands électeurs que sont les sénateurs sortants, les députés, les conseillers régionaux, les conseillers généraux et les délégués des conseils municipaux, a été largement renouvelé par les élections législatives de 2012 à l'issue desquelles l'UMP conserve une majorité des circonscriptions du département (7 contre 2 pour le PS), les élections régionales de 2010 qui ont conforté la majorité de droite au conseil régional d'Alsace, les élections cantonales de 2011 qui n'ont pas bouleversé les équilibres au sein de l'assemblée départementale, et surtout les élections municipales de 2008 et de 2014 qui ont notamment vu Strasbourg passer (puis rester) à gauche.

## Sénateurs sortants
| Sénateur | Sénateur        | Parti | Autres fonctions                                                           |
| -------- | --------------- | ----- | -------------------------------------------------------------------------- |
|          | André Reichardt | UMP   | Premier vice-président du conseil régional                                 |
|          | Fabienne Keller | UMP   | Conseillère municipale et communautaire de Strasbourg                      |
|          | Francis Grignon | UMP   | Conseiller général du canton d'Erstein                                     |
|          | Esther Sittler  | UMP   | Maire de Herbsheim.                                                        |
|          | Roland Ries     | PS    | Maire de Strasbourg, vice-président de la Communauté urbaine de Strasbourg |

## Collège électoral
En application des règles applicables pour les élections sénatoriales françaises, le collège électoral appelé à élire les sénateurs du Bas-Rhin en 2014 se compose de la manière suivante :
| Délégués des communes |                        |                       |                       |          |                     |
| | Conseillers municipaux | Délégués / commune    | Communes concernées   | Délégués | % collège électoral |
| Délégués des communes de moins de 9 000 habitants |                        |                       |                       |          |                     |
| - communes de < 100 habitants | 7                      | 1                     | 3                     | 3        | 0,11%               |
| - communes de < 500 habitants | 11                     | 1                     | 170                   | 170      | 6,23%               |
| - communes de < 1500 habitants | 15                     | 3                     | 217                   | 651      | 23,87%              |
| - communes de < 2 500 habitants | 19                     | 5                     | 55                    | 275      | 10,08%              |
| - communes de < 3 500 habitants | 23                     | 7                     | 21                    | 147      | 5,39%               |
| - communes de < 5 000 habitants | 27                     | 15                    | 17                    | 255      | 9,35%               |
| - communes de < 9 000 habitants | 29                     | 15                    | 11                    | 165      | 6,05%               |
| Délégués des communes de 9 000 à 29 999 habitants |                        |                       |                       |          |                     |
| - communes de < 10 000 habitants | 29                     | 29                    | 2                     | 58       | 2,13 %              |
| - communes de < 20 000 habitants | 33                     | 33                    | 9                     | 297      | 10,89 %             |
| - communes de < 30 000 habitants | 35                     | 35                    | 1                     | 35       | 1,28 %              |
| Délégués des communes de 30 000 habitants et plus |                        |                       |                       |          |                     |
| - Schiltigheim | 39                     | 41                    | 1                     | 41       | 1,50 %              |
| - Haguenau | 39                     | 44                    | 1                     | 44       | 1,61 %              |
| - Strasbourg | 65                     | 367                   | 1                     | 367      | 13,46%              |
| Délégués des communes bénéficiant des dispositions particulières pour les communes fusionnées |                        |                       |                       |          |                     |
| Wissembourg 18, Reichshoffen 16, Bouxwiller 12, Betschdorf 10, Gundershoffen 9, Berstett 8, Soultz-sous-Forêts 8, Truchtersheim 8, Seebach 6, Obermodern-Zutzendorf 6, Schnersheim 5, Willgottheim 4, Lembach 4, Cleebourg 4, Drachenbronn-Birlenbach 4, Gœrsdorf 4, Scharrachbergheim-Irmstett 4, Wickersheim-Wilshausen 2. |                        |                       | 18                    | 132      | 4,84 %              |
| Délégués des communes | Délégués des communes  | Délégués des communes | Délégués des communes | 2 640    | 96,81 %             |
| Conseillers généraux | Conseillers généraux   | Conseillers généraux  | Conseillers généraux  | 44       | 1,61 %              |
| Conseillers régionaux | Conseillers régionaux  | Conseillers régionaux | Conseillers régionaux | 29       | 1,06 %              |
| Députés | Députés                | Députés               | Députés               | 9        | 0,33 %              |
| Sénateurs | Sénateurs              | Sénateurs             | Sénateurs             | 5        | 0,18 %              |
| Total | Total                  | Total                 | Total                 | 2 727    | 100,00%             |

1. ↑  Dans les communes de moins de 9 000 le conseil municipal élit en son sein des délégués dont le nombre dépend de la taille de la commune.
2. ↑  Dans les communes de 9 000 à 29 999 habitants, tous les conseillers municipaux sont délégués. Il n'y a pas de délégués supplémentaires
3. ↑  Dans les communes de plus de 30 000 habitants, tous les conseillers municipaux sont délégués et, en complément, le conseil municipal désigne des délégués supplémentaires à raison d'un par tranche de 800 habitants au-delà de 30 000 habitants
4. ↑   Aux 65 conseillers municipaux s'ajoutent 302 délégués supplémentaires dont 178 pour le Parti socialiste (en plus des 38 délégués de droit), 60 pour l'Union pour un mouvement populaire (en plus des 13 délégués de droit), 46 pour Europe Écologie Les Verts (en plus des 10 délégués de droit), 9 pour l'Union des démocrates et indépendants (en plus des 2 délégués de droit), et 9 pour le Front national (en plus des 2 délégués de droit).
5. ↑  « Dans le cas où le conseil municipal est constitué par application des articles L. 2113-6 et L. 2113-7 du code général des collectivités territoriales relatif aux fusions de communes dans leur rédaction antérieure à la loi n° 2010-1563 du 16 décembre 2010 de réforme des collectivités territoriales, le nombre de délégués est égal à celui auquel les anciennes communes auraient eu droit avant la fusion. » (Code électoral, article L284)

## Présentation des listes et des candidats
Les nouveaux représentants sont élus pour une législature de 6 ans au suffrage universel indirect par les grands électeurs du département. Dans le Bas-Rhin, les cinq sénateurs sont élus au scrutin proportionnel plurinominal. Chaque liste de candidats est obligatoirement paritaire et alterne entre les hommes et les femmes. 10 listes ont été déposées dans le département, comportant chacune 7 noms. Elles sont présentées ici dans l'ordre de leur dépôt à la préfecture et comportent l'intitulé figurant aux dossiers de candidature.

### Union pour un mouvement populaire
| N° | Candidats | Candidats                  | Parti | Principales fonctions |
| -- | --------- | -------------------------- | ----- | --- |
| 01 |           | Guy-Dominique Kennel       | UMP   | Président du conseil général |
| 02 |           | Fabienne Keller            | UMP   | Sénatrice sortante, conseillère municipale et communautaire de Strasbourg                                                        |
| 03 |           | André Reichardt            | UMP   | Sénateur sortant, premier vice-président du conseil régional.                                                                    |
| 04 |           | Esther Sittler             | UMP   | Sénatrice sortante, maire de Herbsheim.                                                                                          |
| 05 |           | Frédéric Pfliegersdoerffer | DVD   | Maire de Marckolsheim, président de la Communauté de communes du Ried de Marckolsheim.                                           |
| 06 |           | Jeanine Schmitt            | DVD   | Maire de Niedernai, vice-présidente de la Communauté de communes du Pays de Sainte-Odile                                         |
| 07 |           | Marc Séné                  | UMP   | Conseiller général du canton de Sarre-Union, maire de Sarre-Union, président de la Communauté de communes du Pays de Sarre-Union |

### Parti socialiste
| N° | Candidats | Candidats                | Parti | Principales fonctions |
| -- | --------- | ------------------------ | ----- | --- |
| 01 |           | Jacques Bigot            | PS    | Maire d'Illkirch-Graffenstaden, conseiller communautaire de la Communauté urbaine de Strasbourg                          |
| 02 |           | Anne-Pernelle Richardot  | PS    | Conseillère régionale, adjointe au maire de Strasbourg, conseillère communautaire de la Communauté urbaine de Strasbourg |
| 03 |           | Christian Gliech         | DVG   | Maire de Wissembourg, vice-président de la Communauté de communes du Pays de Wissembourg                                 |
| 04 |           | Virginie Paclet          | PS    | Adjointe au maire de Barembach                                                                                           |
| 05 |           | Hugues Petit             | DVG   | Maire de Bernardvillé, conseiller communautaire de la Communauté de communes Barr-Bernstein                              |
| 06 |           | Nathalie Jampoc-Bertrand | PS    | Conseillère municipale de Schiltigheim                                                                                   |
| 07 |           | Emmanuel Recht           | PS    | Conseiller municipal de Schaffhouse-sur-Zorn                                                                             |

### Parti communiste français
| N° | Candidats | Candidats             | Parti | Principales fonctions                |
| -- | --------- | --------------------- | ----- | ------------------------------------ |
| 01 |           | Hülliya Turan         | PCF   |                                      |
| 02 |           | Hervé Gandrieau       | PS    | Conseiller municipal d'Ostwald       |
| 03 |           | Marjorie Amadouche    | DVG   | Conseillère municipale de Monswiller |
| 04 |           | Mostafa El Hamdani    | FASE  |                                      |
| 05 |           | Lucie Altenbach       | PCF   |                                      |
| 06 |           | Jean-Marc Claus       | PCF   |                                      |
| 07 |           | Laurence Winterhalter | PCF   |                                      |

### Europe Écologie Les Verts
| N° | Candidats | Candidats          | Parti | Principales fonctions                                                                                          |
| -- | --------- | ------------------ | ----- | --- |
| 01 |           | Andrée Buchmann    | EELV  | Conseillère régionale, conseillère municipale de Schiltigheim                                                  |
| 02 |           | Jean-Marc Riebel   | EELV  | Conseiller régional, maire de Saint Maurice, président de la Communauté de communes du canton de Villé         |
| 03 |           | Doris Ternoy       | ECO   | Adjointe au maire de Breuschwickersheim                                                                        |
| 04 |           | Jean-Michel Louche | EELV  | Conseiller municipal de Saverne, conseiller communautaire de la Communauté de communes de la région de Saverne |
| 05 |           | Régine Dietrich    | EELV  | Adjointe au maire de Scherwiller, conseillère communautaire de la Communauté de communes de Sélestat           |
| 06 |           | Patrick Barbier    | EELV  | Maire de Muttersholtz, vice-président de la Communauté de communes de Sélestat                                 |
| 07 |           | Béatrice Dormann   | EELV  | Conseillère municipale de Rottelsheim                                                                          |

### Front national
| N° | Candidats | Candidats             | Parti | Principales fonctions                               |
| -- | --------- | --------------------- | ----- | --------------------------------------------------- |
| 01 |           | Laurent Gnaedig       | FN    |                                                     |
| 02 |           | Huguette Fatna        | FN    | Conseillère régionale                               |
| 03 |           | Christian Cotelle     | FN    | Conseiller régional                                 |
| 04 |           | Éliane Klein          | DVD   | Conseillère municipale de Kintzheim                 |
| 05 |           | Gabriel Bastian       | FN    | Conseiller municipal de Wissembourg                 |
| 06 |           | Marguerite Lemaire    | FN    | Conseillère municipale de Haguenau                  |
| 07 |           | Jean-Luc Schaffhauser | FN    | Député européen, conseiller municipal de Strasbourg |

### Union des démocrates et indépendants
| N° | Candidats | Candidats        | Parti | Principales fonctions                                                                               |
| -- | --------- | ---------------- | ----- | --------------------------------------------------------------------------------------------------- |
| 01 |           | Claude Kern      | UDI   | Maire de Gries, président de la Communauté de communes de la Basse Zorn                             |
| 02 |           | Alice Morel      | UDI   | Maire de Bellefosse, conseillère générale du canton de Schirmeck                                    |
| 03 |           | Eddie Erb        | DVD   | Maire d'Oberschaeffolsheim, conseiller communautaire délégué de la Communauté urbaine de Strasbourg |
| 04 |           | Pascale Ludwig   | UDI   | Maire de Keffenach, conseillère communautaire de la Communauté de communes de l'Outre-Forêt         |
| 05 |           | Michel Herr      | DVD   | Maire de Rosheim, président de la Communauté de communes du canton de Rosheim.                      |
| 06 |           | Léa Dentz        | UDI   | Adjointe au maire de Diemeringen                                                                    |
| 07 |           | Claude Schoettel | UDI   | Maire de Kertzfeld, conseiller communautaire de la communauté de communes de Benfeld et environs    |

### Indépendants, démocrates, écologistes, européens et solidaires
| N° | Candidats | Candidats         | Parti | Principales fonctions |
| -- | --------- | ----------------- | ----- | --------------------- |
| 01 |           | Lucie d'Apote     | DIV   |                       |
| 02 |           | Pierre Schweitzer | DIV   |                       |
| 03 |           | Astride Bassler   | DIV   |                       |
| 04 |           | Éric Papirer      | DIV   |                       |
| 05 |           | Françoise Voegele | DIV   |                       |
| 06 |           | Adrien Freund     | DIV   |                       |
| 07 |           | Agnès Perelmuter  | DIV   |                       |

### Parti fédéraliste européen
| N° | Candidats | Candidats                   | Parti | Principales fonctions                                                                                 |
| -- | --------- | --------------------------- | ----- | --- |
| 01 |           | Gérard Bouquet              | PFE   | Conseiller municipal de Schiltigheim, conseiller communautaire de la Communauté urbaine de Strasbourg |
| 02 |           | Pascaline D'Andlau-Hombourg | PFE   | |
| 03 |           | Ernest Winstein             | PFE   | |
| 04 |           | Norma Serpin                | PFE   | |
| 05 |           | Stéphan Ley                 | PFE   | |
| 06 |           | Agnès Moritz                | PFE   | |
| 07 |           | Éric Janvrin                | PFE   | |

### Extrême droite
| N° | Candidats | Candidats           | Parti | Principales fonctions |
| -- | --------- | ------------------- | ----- | --------------------- |
| 01 |           | André Kornmann      | DIV   |                       |
| 02 |           | Pascale Elles       | DIV   |                       |
| 03 |           | Jean-Paul Leonhardt | DIV   |                       |
| 04 |           | Élisabeth Mangin    | DIV   |                       |
| 05 |           | Jacques Barthel     | DIV   |                       |
| 06 |           | Martine Seyller     | DIV   |                       |
| 07 |           | François Gabet      | DIV   |                       |

### Régionalistes
| N° | Candidats | Candidats          | Parti | Principales fonctions |
| -- | --------- | ------------------ | ----- | --------------------- |
| 01 |           | Denis Lieb         | UL    |                       |
| 02 |           | Renée Kuss         | UL    |                       |
| 03 |           | Éric Keil          | UL    |                       |
| 04 |           | Patricia Rhinn     | UL    |                       |
| 05 |           | Serge Neuburger    | UL    |                       |
| 06 |           | Régine Eber        | UL    |                       |
| 07 |           | Vincent Hasenfratz | UL    |                       |

## Résultats
| Tête de liste | Tête de liste        | Liste       | Voix  | %      | Sièges |  |
| ------------- | -------------------- | ----------- | ----- | ------ | ------ |  |
|               | Guy-Dominique Kennel | UMP         | 1 347 | 51,04  | 3      |  |
|               | Jacques Bigot        | PS          | 469   | 17,77  | 1      |  |
|               | Claude Kern          | UDI         | 435   | 16,48  | 1      |  |
|               | Andrée Buchmann      | EELV        | 163   | 6,18   |        |  |
|               | Laurent Gnaedig      | FN          | 146   | 5,53   |        |  |
|               | Denis Lieb           | UL          | 25    | 0,95   |        |  |
|               | Gérard Bouquet       | PFE         | 20    | 0,76   |        |  |
|               | Hülliya Turan        | PCF-PS-FASE | 15    | 0,57   |        |  |
|               | Lucie d'Apote        | DIV         | 15    | 0,57   |        |  |
|               | André Kornmann       | DIV         | 4     | 0,15   |        |  |
|               |                      |             |       |        |        |  |
| Inscrits      | Inscrits             | Inscrits    | 2 727 | 100,00 |        |  |
| Abstentions   | Abstentions          | Abstentions | 41    | 1,50   |        |  |
| Votants       | Votants              | Votants     | 2 686 | 98,50  |        |  |
| Blancs        | Blancs               | Blancs      | 27    | 1,01   |        |  |
| Nuls          | Nuls                 | Nuls        | 20    | 0,74   |        |  |
| Exprimés      | Exprimés             | Exprimés    | 2 639 | 98,25  |        |  |